# Сант'Анђело (Арецо)
Сант'Анђело (итал. Sant'Angelo) је насеље у Италији у округу Арецо, региону Тоскана.
Према процени из 2011. у насељу је живело 26 становника. Насеље се налази на надморској висини од 285 м.